# تیم مونتیل
تیم مونتیل (انگلیسی: Tòfol Montiel؛ زادهٔ ۱۱ آوریل ۲۰۰۰) بازیکن فوتبال اهل اسپانیا است.
از باشگاه‌هایی که در آن بازی کرده‌است می‌توان به باشگاه فوتبال فیورنتینا اشاره کرد.